# Danny Williams (piłkarz)
Danny Williams, właśc. Daniel Williams (ur. 8 marca 1989 w Karlsruhe) – amerykański piłkarz występujący na pozycji pomocnika w Huddersfield Town. Posiada również niemieckie obywatelstwo.
W Bundeslidze zadebiutował w barwach SC Freiburg, 22 stycznia 2010 roku w meczu z VfB Stuttgart (0:1).
W 2011 roku odebrał amerykańskie obywatelstwo i zadebiutował w reprezentacji USA.